# Grechtelt's enk (Mozart)
Grechtelt's enk (en alemán, ‘Preparaos’) en sol mayor, K. 556, es un canon para cuatro voces a cappella de Wolfgang Amadeus Mozart; Mozart incluyó esta obra en su catálogo temático el 2 de septiembre de 1788, siendo el cuarto de una serie de diez cánones.

## Música
El canon está escrito en compás de 2/4 y en la tonalidad de sol mayor. El tema presenta una extensión de dieciséis compases; entrando cada una de las voces transcurridos cuatro compases. El canon presenta una indicación de Allegretto y se caracteriza por el predominio de danzarines ritmos con puntillo.

## Texto
El texto de este canon —como el de Gehn wir im Prater, gehn wir in d'Hetz (KV 558)— trata, en un tono desenfadado y humorístico, sobre una salida de paseo al célebre parque del Prater de Viena. A pesar de ser una composición breve, musicalmente poco exigente y destinada únicamente a su interpretación como entretenimiento en un círculo de amigos, Mozart la compuso meticulosamente. En este caso, el texto está escrito en forma de diálogo:
| -Grechtelt's enk, grechtelt's enk, wir gehn im Prater. *Im Prater? Im Prater? Izt lass nach, i lass mi net stimma. Ei beileib, ei jawohl, mi bringst nöt aussi. Was blauscht der? Was blauscht der? -Izt halt's Maul! I gib d'ra Tetschen! | -Preparaos, preparaos, nos vamos al Prater. *¿Al Prater? ¿Al Prater? Déjame en paz, no cambiaré de idea. Oh por mis entrañas, oh de verdad, no me convencerás para salir. ¿Qué está diciendo? ¿Qué está diciendo? -¡Cierra el pico! ¡Voy a golpear tus orejas! |

## Obras relacionadas
Otros cánones que Mozart también apuntó en su catálogo temático el día 2 de septiembre de 1788 son: Alleluia (KV 553) y Ave Maria (KV 554), ambas de tema religioso; Caro bell'idol mio (KV 562), de tema amoroso; Difficile lectu mihi Mars (KV 559), O du eselhafter Peierl (KV 560a) y Bona nox (KV 561), los cuales usan un lenguaje obsceno, marcado por la presencia de humor escatológico.